# جيمس فوكس
جيمس فوكس (بالإنجليزية: James Fox) (وُلِد في 19 مايو 1939) ممثل إنجليزي يقطن في لندن

## النشأة
جيمس فوكس هو شقيق الممثل إدوارد فوكس والمنتج السينمائي روبرت فوكس والممثلة إميليا فوكس ابنة أخيه وجده الكاتب المسرحي فريدريك ونسديل وقد تلقى تعليمه في مدرسة هارو وقد يُعرف أيضًا باسم جيم فوكس (بالإنجليزية: Jim Fox)

## روابط خارجية
- جيمس فوكس على موقع IMDb (الإنجليزية)
- جيمس فوكس على موقع روتن توميتوز (الإنجليزية)
- جيمس فوكس على موقع ألو سيني (الفرنسية)
- جيمس فوكس على موقع تيرنر كلاسيك موفيز (الإنجليزية)
- جيمس فوكس على موقع أول موفي (الإنجليزية)
- جيمس فوكس على موقع قاعدة بيانات برودواي على الإنترنت (الإنجليزية)
- جيمس فوكس على موقع قاعدة بيانات الأفلام السويدية (السويدية)
- جيمس فوكس على موقع إن إن دي بي (الإنجليزية)
- جيمس فوكس على موقع قاعدة بيانات الفيلم (الإنجليزية)
- جيمس فوكس على موقع كينوبويسك (الروسية)